# بستنی چای سبز
بستنی چای سبز (به ژاپنی: 抹茶アイスクリーム Matcha aisu kurīmu) یک نوع بستنی با طعم چای سبز است که در ژاپن و دیگر کشورهای آسیای شرقی رواج دارد.